# Jonathan Pila
Pour les articles homonymes, voir Pila.
Jonathan Solomon Pila (né en 1962) est un  mathématicien australien, lecteur à l'université d'Oxford.

## Biographie
Pila a obtenu un baccalauréat universitaire à l'université de Melbourne en 1984. Il a obtenu un PhD  à l'université Stanford en 1988, pour des recherches supervisées par Peter Sarnak (titre de la thèse :« Frobenius Maps of Abelian Varieties and Finding Roots of Unity in Finite Fields ». En 2010, il a obtenu une  maîtrise ès arts à l'université d'Oxford. 
Pila a été Ritt professeur assistant à l'université Columbia (1989-1992), fellow à l'université de Melbourne (1993-1994, 1996-1999/2000-2004) professeur assistant à l'université McGill (2003-2005), lecteur et lecteur sénior à l'université de Bristol  (2005-2007/2007-2010) puis reader en logique mathématique à l'université d'Oxford depuis 2010. Il était membre, comme chercheur invité, de l'Institute for Advanced Study. Pila a également fait une pause importante dans ses activités mathématiques, pour travailler dans la manufacture familiale.

## Recherche
Les domaines de recherche de Pila sont la théorie des nombres et la théorie des modèles. Il a notamment applique ce qu'on appelle la théorie o-minimale (en) aux problèmes diophantiens. Cette étude commence avec un premier article avec Enrico Bombieri, puis est développée en collaboration avec Alex Wilkie et Umberto Zannier (en). Pila et Zannier donnent une nouvelle démonstration de la conjecture de Manin-Mumford (initialement démontrée par  Michel Raynaud et, dans le cadre de la théorie des modèles, par Ehud Hrushovski). Pila démontre la conjecture d'André–Oort (en) (ainsi nommées d'après Yves André et Frans Oort) pour les produits de courbes modulaires et, pour la première fois, sans supposer la conjecture de Riemann généralisée, et au moyen de la O-minimalité. Il a poursuivi ces travaux à partir de 2009 en collaboration avec Jacob Tsimerman.
Pila est éditeur de diverses revues, notamment des Proceedings de la Société mathématique d'Édimbourg, et du périodique scientifique  Algebra and Number Theory (en).

## Publications (sélection)
- Enrico Bombieri et Jonathan Pila, « The number of integral points on arcs and ovals », Duke Math. J., vol. 59, no 2,‎ 1989, p. 337-357 (zbMATH 0718.11048).
- Jonathan Pila et Alex Wilkie, « The rational points of a definable set », Duke Math. J., vol. 133, no 3,‎ 2006, p. 591-616 (zbMATH 1217.11066).
- Jonathan Pila et Umberto Zannier, « Rational points in periodic analytic sets and the Manin-Mumford conjecture », Atti Accad. Naz. Lincei, Cl. Sci. Fis. Mat. Nat., IX. Ser., Rend. Lincei, vol. Mat. Appl. 19, no 2,‎ 2008, p. 149-162 (zbMATH 1164.11029).
- Jonathan Pila, « o-minimality and the André-Oort conjecture for {\displaystyle \mathbb {C} ^{n}} », Annals of Mathematics, vol. 173, no 3,‎ 2011, p. 1779-1840 (DOI 10.4007/annals.2011.173.3.11, zbMATH 1243.14022, lire en ligne, consulté le 15 février 2019).

## Prix et distinctions
Pila est récipiendaire d'une  bourse Leverhulme Trust Research pour la  période 2008-2010,.
Pila est lauréat du Clay Research Award en 2011 pour sa démonstration de la conjecture d'André–Oort (en) pour les puissances d'une courbe modulaire,.  En juin 2011, il a obtenu le prix Whitehead Senior  de la London Mathematical Society. Pila a délivré la Cahit Arf Lecture en  2011.
En 2013, Pila reçoit Prix Karp de l'Association for Symbolic Logic, et il est orateur des conférences Tarski (Tarski Lectures). Il a délivré une conférence plénière au congrès international des mathématiciens de 2014 à Séoul (titre de sa conférence « O-minimality and Diophantine geometry »). Pila est élu Fellow de la Royal Society en 2015 et membre de l'Academia Europaea en 2016. 